# 鈴木守
鈴木 守（すずき まもる、1938年11月30日 - ）は、日本の医学者・教育者。元群馬大学学長、医学部長、上武大学学長、医学博士。
専門は寄生虫学。特に、マラリア対策研究、熱帯医学。

## 来歴
静岡県出身。私立武蔵高校卒業後、1964年千葉大学医学部卒業。1969年千葉大学大学院医学研究科博士課程修了。学位論文名は「トキソプラズマ色素試験Acessory Faetorの研究マウス細胞溶解因子の意義」。同年、東京大学医科学研究所細菌感染研究部を経て、1972年WHO上級研究者としてイギリスおよびアメリカに留学。
1974年東海大学助教授。1976年群馬大学教授となる。1998年、群馬大学医学部長。2001年、群馬大学副学長を経て、2003年より群馬大学長。2009年より上武大学学長。
世界寄生虫学者連盟会長、日本寄生虫学会理事長、文部科学省中央教育審議会専門委員、財団法人大学基準協会理事・副会長、社団法人国立大学協会理事、文部科学省大学設置・学校法人審議会委員、独立行政法人日本学術振興会「野口英世アフリカ賞」医学研究分野推薦委員会委員、社団法人国立大学協会経営支援委員長などを歴任。
2014年、瑞宝重光章受章。現在、群馬市民大学講座で学長を務める。